# Ди Ди Джексон
Dee D. Jackson (рус. Ди Ди Джексон, полное имя Дейдр Элен Козьер — англ. Deirdre Elaine Cozier; род. 15 июля 1954, Оксфорд, Великобритания) — британская певица, композитор.

## Биография
Родилась 15 июля 1954 г. в г. Оксфорд, Великобритания. С детства научилась играть на гитаре и пианино, так как её родители были музыкантами.
В середине 1970-х гг. переехала в ФРГ, где работала продюсером короткометражных фантастических фильмов в Мюнхене.

## Карьера
После нескольких лет работы для других музыкантов, Джексон выпустила свою первую песню — «Man of a Man» (1978), но она не была включена ни в один из её альбомов. Сингл не получил общественного внимания. Её следующей попыткой был выпуск своего самого известного сингла, «Automatic Lover» (также в 1978), ставший хитом записи во всём мире. «Automatic Lover» достигла 4-го места в чарте UK Singles Chart, 1 места в Аргентине, Италии, Франции, Испании, Турции, Германии и Японии. Песня также поднялась вверх в чартах Южной Африки. В Бразилии успех был настолько огромен, что была создана «своя» Dee D. Jackson. Бразильская девушка (Риджина Шакти) одевалась как Джексон, и наряду с её роботом и человеком-метеором, была представлена на ТВ как настоящая Dee D. Jackson. Риджина была представлена как D. Dee Jackson чтобы избежать проблемы с лицензионными платежами.
В 1978 она выпустила свой первый альбом Cosmic Curves, в стиле научной фантастики / диско LP, записанный Гарри Анвином и его женой Пэтти. Её второй сингл из Cosmic Curves был выпущен позже в том году. Это была песня, названная «Meteor Man» (человек-метеор), ещё один хит в Аргентине, Бразилии, Европе и Японии. Сингл достиг 48 места в чарте UK Singles Chart.
В следующем году Джексон выпустила другой сингл «Fireball». Он провалился в чарте, UK Chart, но был с наслаждением транслирован в Италии, Германии, Бразилии и Аргентине. После месяцев путешествий и выступлений по ТВ Джексон провела два года, записывая новый альбом.
Thunder & Lightning был выпущен в конце 1980. В Италии он был выпущен под названием The Fantastic с другой обложкой.Thunder & Lightning очень отличается от первого альбома отсутствием космической концептуальности и свежестью напора, присущими альбому Cosmic Curves. Первый сингл «SOS (Love To The Rescue)» снова провалился в Великобритании, но во Франции, Бразилии, Италии, Аргентине, Японии и Германии реакция была более позитивна.
В ранних 1980-х Джексон переехала в Лос-Анджелес, Калифорния и в 1981 альбом в виде сборника лучших хитов, названный Profile был выпущен в Германии. Но после нескольких месяцев в США, она переехала в Италию, и выпустила синглы «Talk Me Down» (1981), «Shotgun» (1982), «Moonlight Starlight» (1984), «Sweet Carillon» (1984) и «Heat of the Night» (1985). В 1988 «Automatic Lover» был выпущен в виде ремикса Мишелем Крету (Enigma) с синглом, включенным с названием «Automatic Lover 88 Digital Max Mix», ещё одним хитом в Японии.
В конце 1980-х Джексон вышла замуж и родила сына, Нормана.
Новый альбом Blame It on The Rain был выпущен в 1992 году, с главным синглом «People».
В данный момент она замужем и живёт в Турине, Италии, где владеет звукозаписывающей компанией.

## Дискография
- Cosmic Curves (1978)[6]
  - «Automatic Lover»
  - «Red Flight»
  - «Galaxy of Love»
  - «Meteor Man»
  - «Venus, The Goddess of Love»
  - «Galaxy Police»
  - «Cosmic Curves»
  - «Falling Into Space»
  - «Fireball»
- Thunder & Lightning (1980)
  - «SOS (Love to the Rescue)»
  - «Which Way Is Up»
  - «Living in a Dream»
  - «Teach You How to Dance»
  - «Thunder & Lightning»
  - «Trail Blazer»
  - «Sky Walking»
  - «I’m Dying»
  - «Stop All This Madness»
- Blame It on the Rain (1992)
  - «Blame It on the Rain»
  - «You’ll Never Know»
  - «Running Fast Like the Wind»
  - «As Long as There’s Love»
  - «Stop the Clock»
  - «I Wanna Be Your Everything»
  - «Without a Word»
  - «Cold Impossible Dream»
  - «How Many Times»
  - «Hot Love»
  - «Bad News»
  - «Heaven’s Hero»
  - «People»
  - «The End»